# Макбет (филм, 1959)
„Макбет“ (на френски: Macbeth) е френски телевизионен филм от 1959 година на режисьора
Клод Барма, адаптация на едноименната пиеса на Уилям Шекспир.

## В ролите
- Даниел Сорано като Макбет
- Мария Казарес като Лейди Макбет
- Филип Ноаре като Макдъф
- Жан Топар като Банкуо
- Роже Коджио като Малкълм
- Андре Умански като Рос
- Жан-Баптист Тиере като Флеанс
- Робер Порте като Енокс
- Робер Фонтане като Ангъс
- Жан-Пол Тома като Доналбейн
- Марсел Рансон-Ерве като първата вещица
- Маделин Марион като втората вещица
- Валери Куинси като третата вещица
- Ив Барсак като слугата
- Марио Пилар като убиеца